# Schistocichla schistacea
Schistocichla schistacea là một loài chim trong họ Thamnophilidae.